# Villers-en-Arthies
Villers-en-Arthies é uma comuna francesa na região administrativa da Ilha de França, no departamento do Vale do Oise. Estende-se por uma área de 8.25 km². Em 2010 a comuna tinha 507 habitantes (densidade: 61,5 hab./km²).